# Senogaster dentipes
Senogaster dentipes là một loài ruồi trong họ Ruồi giả ong (Syrphidae). Loài này được Fabricius mô tả khoa học đầu tiên năm 1787. Senogaster dentipes phân bố ở vùng Tân Nhiệt đới